# ماتياس موشي
ماتياس موشي (بالألمانية: Matthias Musche) مواليد 18 يوليو 1992 في ماغديبورغ، هو لاعب كرة يد ألماني يلعب كجناح أيسر. يلعب حاليا مع نادي ماغديبورغ لكرة اليد ويحمل الرقم 6. مثل منتخب ألمانيا لكرة اليد.

## سجل المنافسة
شارك في البطولات التالية:
- بطولة العالم لكرة اليد للرجال 2015

## روابط خارجية
- ماتياس موشي على موقع الاتحاد الأوروبي لكرة اليد (الإنجليزية)